# Ворфілд (Кентуккі)
Ворфілд (англ. Warfield) — місто (англ. city) в США, в окрузі Мартін штату Кентуккі. Населення — 264 особи (2020).

## Географія
Ворфілд розташований за координатами 37°50′21″ пн. ш. 82°25′20″ зх. д. / 37.83917° пн. ш. 82.42222° зх. д. (37.839055, -82.422346).  За даними Бюро перепису населення США в 2010 році місто мало площу 2,17 км², з яких 2,14 км² — суходіл та 0,03 км² — водойми.

## Демографія
Згідно з переписом 2010 року, у місті мешкало 269 осіб у 117 домогосподарствах у складі 79 родин. Густота населення становила 124 особи/км².  Було 139 помешкань (64/км²).
Расовий склад населення:
| - 100,0 % — білих |

До двох чи більше рас належало 0,0 %. Частка іспаномовних становила 0,7 % від усіх жителів.
За віковим діапазоном населення розподілялося таким чином: 17,8 % — особи молодші 18 років, 68,8 % — особи у віці 18—64 років, 13,4 % — особи у віці 65 років та старші. Медіана віку мешканця становила 45,5 року. На 100 осіб жіночої статі у місті припадало 85,5 чоловіків;  на 100 жінок у віці від 18 років та старших — 85,7 чоловіків також старших 18 років.
За межею бідності перебувало 19,8 % осіб, у тому числі 10,3 % дітей у віці до 18 років та 26,4 % осіб у віці 65 років та старших.
Цивільне працевлаштоване населення становило 92 особи. Основні галузі зайнятості: сільське господарство, лісництво, риболовля — 30,4 %, роздрібна торгівля — 22,8 %, освіта, охорона здоров'я та соціальна допомога — 10,9 %, транспорт — 8,7 %.